# Marischio
Marischio is een plaats (frazione) in de Italiaanse gemeente Fabriano, provincie Ancona, en telt ongeveer 1000 inwoners.